# Сутуруоха
Сутуруоха (якут. Сутуруоха) — село в Абыйском улусе Якутии. Административный центр и единственный населённый пункт Урасалахского наслега.

## География
Село находится за Северным полярным кругом, на расстоянии 3 км к западу от посёлка Белая Гора, административного центра улуса

## История
Согласно Закону Республики Саха (Якутия) от 30 ноября 2004 года N 173-З N 353-III село возглавило образованное муниципальное образование Урасалахский наслег.

## Население
| 2002 | 2010 | 2011 | 2012 | 2013 | 2014 | 2015 | 2016 |
| ---- | ---- | ---- | ---- | ---- | ---- | ---- | ---- |
| 411  | ↗430 | ↘429 | ↘426 | ↘422 | ↘416 | ↗422 | ↘421 |
| 2017 | 2018 | 2019 | 2020 | 2021 |      |      |      |
| ↗425 | ↗428 | ↘422 | ↘410 | ↗414 |      |      |      |

## Улицы
| - ул. Ефимова, - ул. Зелёная, - ул. Индигирская, - ул. Лесная, | - ул. Молодёжная, - ул. Новая, - ул. Совхозная, - ул. Центральная. |

## Экономика
В селе расположен хозяйственный центр коллективного сельскохозяйственного предприятия «Кырымах», ведущего традиционные отрасли хозяйства — оленеводство и промыслы (рыбный и пушной).

## Инфраструктура
В селе функционируют средняя общеобразовательная школа и клуб.

## Транспорт
Зимой действует ледовая переправа по реке Индигирка «Сутуруоха — Белая Гора».